# Museo de Arte Latinoamericano de Buenos Aires
El Museo de Arte Latinoamericano de Buenos Aires (Malba) – Fundación Costantini, más conocido simplemente como MALBA es un museo argentino fundado en septiembre de 2001. Fue creado con el objetivo de coleccionar, preservar, estudiar y difundir el arte latinoamericano desde principios del siglo XX hasta la actualidad. Es una institución privada sin fines de lucro que conserva y exhibe un patrimonio de aproximadamente 400 obras de los principales artistas modernos y contemporáneos de la región.
El Malba combina un calendario de exposiciones temporales, con la exhibición estable de su colección institucional, y funciona simultáneamente como un espacio plural de producción de actividades culturales y educativas. Ofrece ciclos de cine, literatura y diseño y lleva adelante una tarea de educativa a través de programas destinados a diferentes tipos de públicos.
En mayo de 2007, el Malba fue declarado Sitio de Interés Cultural por parte de la Legislatura de la Ciudad Autónoma de Buenos Aires, y en noviembre de 2008 recibió el Premio Konex de Platino como Mejor entidad cultural de la última década.

## Edificio

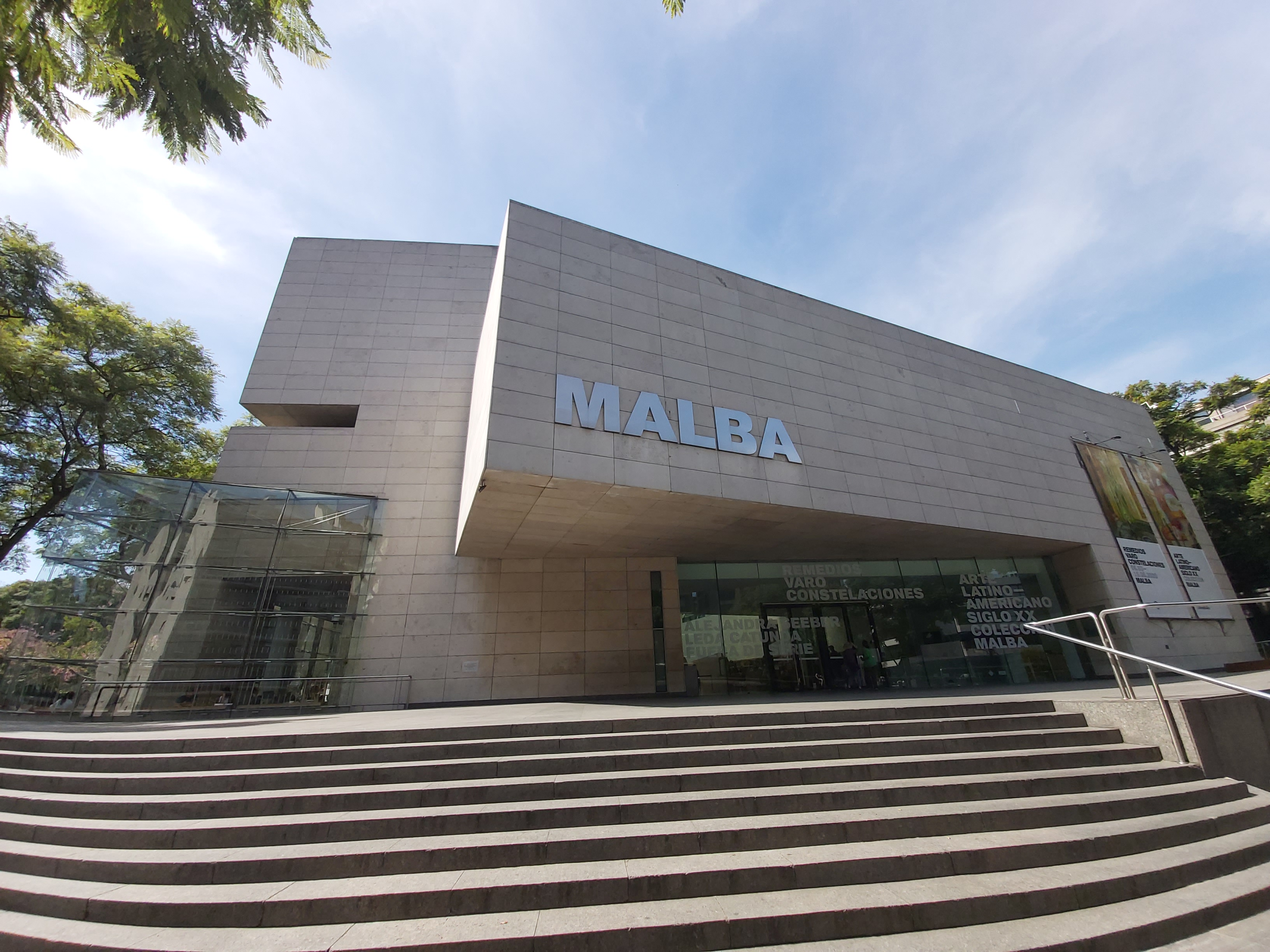
Fachada del MALBA

La sede del MALBA fue diseñada por los arquitectos cordobeses Atelman-Fourcade-Tapia, ganadores de un concurso de proyectos realizado en 1997. El jurado estuvo conformado por Norman Foster (inglés), César Pelli (argentino) y Mario Botta (suizo), arquitectos de prestigio a nivel internacional.
Se trata de un edificio de estilo deconstructivista, una corriente de la arquitectura de moda en la década del '90, se caracteriza por la yuxtaposición de volúmenes formando piezas poliédricas, y el uso de ángulos agudos resaltando las aristas de los cuerpos. La dirección de obra estuvo a cargo del veterano estudio argentino MSGSSS, y el contratista fue Gerlach Campbell Construcciones S.A.
En el año 2015, el estudio de arquitectura español estudioHerreros (Juan Herreros+Jens Richter) completó la renovación y ampliación de las áreas públicas del MALBA.
En líneas generales, el museo se lee desde el exterior como un juego de volúmenes revestidos en piedra caliza española, con uno de vidrio verde tipo courtain wall. Desde el comienzo, se ha asociado más de una vez el aspecto exterior del edificio con el Centro Gallego de Arte Contemporáneo, proyectado por el arquitecto Álvaro Siza en 1993, ya que comparte hasta el material de revestimiento en sus fachadas. En el interior, el acceso principal a las colecciones es por el lateral este del edificio, mediante una serie de escaleras mecánicas que van recorriendo esa fachada vidriada a medida que suben.

### Ampliación en Plaza Perú
En 2011, la Legislatura de Buenos Aires autorizó el proyecto del arquitecto Carlos Ott para la construcción del anexo del MALBA, ampliando el museo bajo la Plaza Perú y manteniendo ese espacio público, utilizando un piso de cristal transparente que permitiría ver la exposición también desde la plaza, y dando luz natural cenital al nuevo museo.

## Colección permanente
Uno de los pilares institucionales de Malba es la exhibición de su patrimonio artístico. La colección permanente del museo, dedicada a la producción de América Latina, está integrada por 400 obras de 160 artistas que van desde los inicios de la modernidad hasta las producciones más recientes del arte contemporáneo, incluyendo trabajos procedentes de Argentina, Uruguay, Brasil, México, Ecuador, Cuba, Colombia, Venezuela, Chile, entre otros países. 
Pinturas, esculturas, dibujos, collages, fotografía, video, instalaciones y objetos muestran la variedad y complejidad del arte de la región, a través de un conjunto organizado en cuatro núcleos básicos: las diferentes variantes de las modernidades y las vanguardias latinoamericanas de los años 20; un conjunto de pinturas de los años 30 y 40 que muestra la diversidad de los surrealismos y la afirmación del debate arte/política; un tercer sector exhibe las tendencias abstractas y concretas, desde el arte Madí hasta el cinetismo; y la última parte dedicada al arte contemporáneo con obras de la nueva figuración, el pop, el conceptualismo y el minimalismo de los años 60 y los 70.

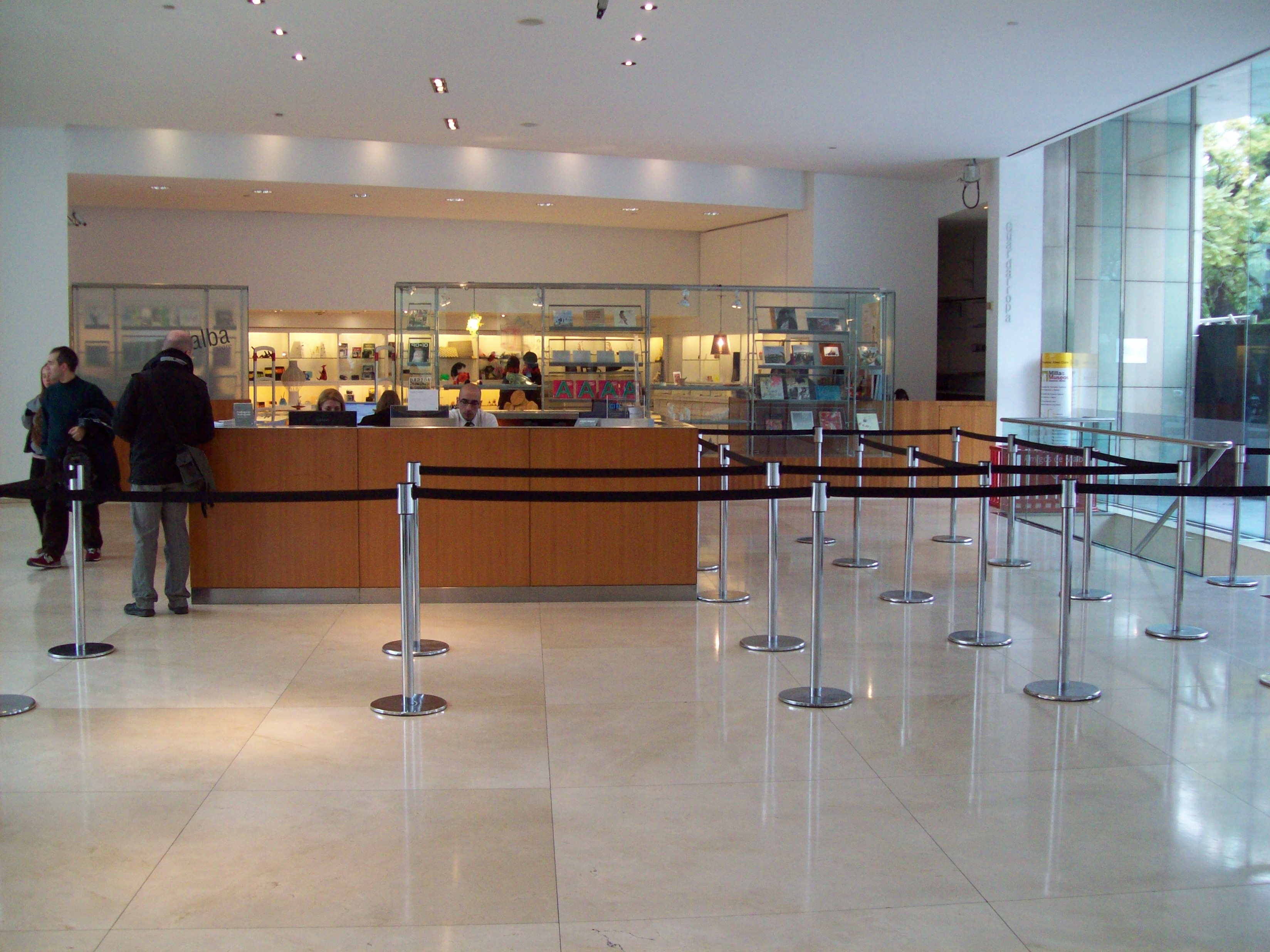
Interior de la entrada del MALBA

### Obras destacadas
- 'Abaporu' (1928) Tarsila do Amaral
- 'Retrato de Ramón Gómez de la Serna' (1915) Diego Rivera
- 'Autorretrato con chango y loro' (1942) Frida Kahlo
- 'Pareja' (1923) Xul Solar
- 'La mañana verde' (1943) Wilfredo Lam
- 'El viudo' (1968) Fernando Botero
- 'Composición simétrica universal en blanco y negro' (1931) Joaquín Torres Garcia
- 'Mujer desnuda leyendo' (1932) Armando Reverón
- 'Los desastres del misticismo' (1942) Roberto Matta
- 'Fiesta de San Juan' (1936) Candido Portinari
- 'Candombe' (1921) Pedro Figari
- 'Lo imposible' (1945) Maria Martins
- 'Metaesquema' (1958) Helio Oiticica
- Diego y yo' (1949) Frida Kahlo

## Exposiciones y programas

### Programa de adquisiciones

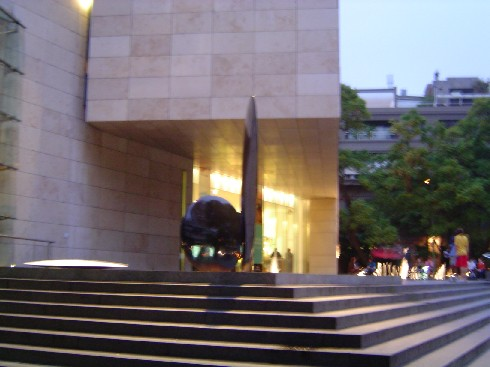
Otra vista de la fachada del Malba.

En 2004, el Malba dio inicio a un Programa de Adquisiciones con el objetivo de ampliar la colección hacia el arte contemporáneo y completar su patrimonio histórico. El programa es financiado por la Fundación Costantini, la Asociación Amigos de Malba y un grupo de particulares, fundaciones y empresas que generosamente participan de la convocatoria. A estos actores se suma la Feria de Galerías arteBA que, desde 2005, invita a Malba y a otros museos del país a participar en su programa Matching Funds, patrocinado por la empresa Zúrich. También se suma la Fundación American Express que dona una pieza en el marco de la feria Buenos Aires Photo. El Programa de Adquisiciones ya permitió sumar al museo 100 obras de los principales exponentes del arte contemporáneo local.

### Donaciones y comodatos
Desde su fundación, Malba ha buscado ampliar de manera constante su colección de arte argentino y latinoamericano, además de la calidad de obras ofrecidas al público. Las donaciones de particulares e instituciones así como la estrategia de solicitar obras en comodato, en préstamos por períodos de tiempo extendido, son fundamentales y necesarias para continuar con la expansión del patrimonio del museo. Las donaciones recibidas son expuestas al público con un reconocimiento especial hacia el donante, con la mención expresa del origen de la obra y su forma de ingreso al museo. Asimismo, los comodatos expresan en sala la colección de la que provienen y se integran oportunamente a las publicaciones de la colección.

### Exposiciones temporarias
Malba despliega en su programación anual una serie de exposiciones temporales de arte argentino, latinoamericano e internacional, con un promedio de 4 grandes muestras por temporada, que tienen una duración de aproximadamente 3 meses cada una. Además de exposiciones de pequeño formato que se presentan en la sala 3, ubicada en el primer piso del museo.
Las muestras implican una dinámica de curadores invitados locales, regionales e internacionales, de producciones propias, exposiciones producidas en colaboración con otras instituciones afines y exposiciones itinerantes tomadas por el museo.

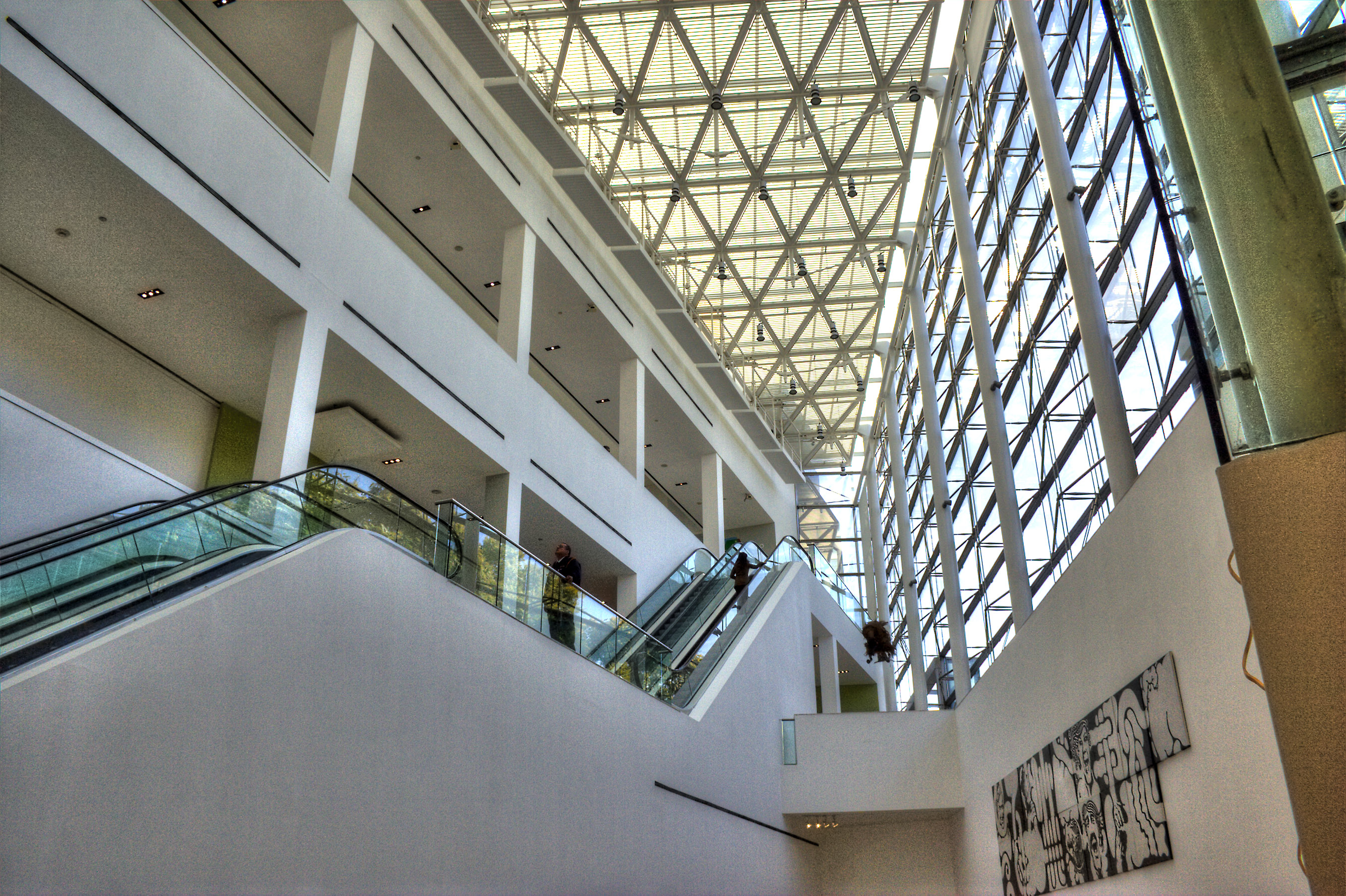
Interior del MALBA

### Programa contemporáneo
Un programa dedicado al arte actual local y regional, con el objetivo de contribuir a crear un espacio para la práctica curatorial profesional y, a la vez, un campo de discusión para la producción de los artistas contemporáneos latinoamericanos. Este ciclo presenta exposiciones colectivas e individuales. 

### Programa Intervención
Un espacio arquitectónico y simbólico destinado a artistas locales y regionales para la realización de obras especialmente pensadas y producidas para ser instaladas en Malba. En marzo de 2009, se presentó el sexto proyecto del programa Intervención, diseñado y producido por Pablo Reinoso, artista argentino residente en París. 

### Itinerancia de exposiciones
Como uno de los ejes de crecimiento y desarrollo de Malba, a partir de 2005, una parte de las exposiciones producidas por el museo comenzó a presentarse en otras instituciones internacionales, reforzando la presencia de Malba en el mapa del arte internacional. Entre ellas, se destacan: 
- Xul Solar. Visiones y revelaciones, coproducida por Malba y la Pinacoteca do Estado de Sâo Paulo, que se presentó en ambas sedes mencionadas y además en The Museum of Fine Arts, Houston, entre el 27 de enero y el 16 de abril de 2006; y en el Museo Tamayo Arte Contemporáneo, Ciudad de México, entre el 18 de mayo y el 20 de agosto de 2006.

- Víctor Grippo. Una retrospectiva. Obras 1971-2001, que se exhibió en Malba y en el Miami Art Central (MAC), del 23 de marzo al 18 de junio de 2006.

## Programación cultural

### Educación y acción cultural
A los programas regulares de visitas guiadas por la colección permanente y por sus exposiciones temporarias, y a las actividades para niños, familias y escuelas, el área de Educación y Acción Cultural implementó en estos años nuevas propuestas adaptadas a las necesidades de diferentes públicos.
El museo ofrece hoy programas para adultos mayores; personas con discapacidades mentales y motrices; personas sordas e hipoacúsicas; personas ciegas y disminuidos visuales, y adultos en educación permanente. Además, con el programa Juguemos a las visitas, los educadores de Malba realizan actividades en comedores e instituciones comunitarias, lo que permite que el museo y su patrimonio lleguen a nuevos ámbitos.

### Cine
malba.cine es una de las principales salas de exhibición alternativas de la ciudad. De jueves a domingos, ofrece diferentes ciclos de cine independiente, revisiones de cineastas consagrados y un espacio privilegiado para el estreno de filmes argentinos y latinoamericanos que no tienen gran difusión en espacios del circuito comercial. 
Desde sus comienzos, Malba es una de las sedes del BAFICI (Festival de Cine Independiente de Buenos Aires), desarrollando retrospectivas y muestras en el contexto del festival, y programa sus ciclos en colaboración permanente con Filmoteca Buenos Aires, uno de los archivos más importantes del país y con la Asociación de Apoyo al Patrimonio Audiovisual (APROCINAIN). Junto a esta asociación, se han rescatado, en 35 mm, decenas de filmes esenciales de la cinematografía nacional e internacional. Además, edita una colección de DVD de cine latinoamericano.

### Literatura
El área organiza diferentes actividades literarias tales como presentaciones, conferencias, mesas redondas, encuentros con autores y homenajes a escritores. A lo largo del año, desarrolla un promedio de 30 cursos a cargo de reconocidos narradores y más de 50 actividades abiertas al público, con entrada libre y gratuita. En noviembre de 2008 malba.literatura presentó el primer Festival Internacional de Literatura en Buenos Aires (Filba), que convocó a más de 80 escritores entre internacionales y argentinos, y reunió a 6.000 personas durante tres días. 

### Diseño
El área de malba.diseño se lanzó en 2003 como un espacio dedicado a albergar las diferentes expresiones del diseño argentino y latinoamericano. Se divide en diferentes ejes temáticos: la selección, exhibición y difusión de productos en Tiendamalba, en relación con diferentes temáticas objetuales afines al diseño latinoamericano; un ciclo anual que reúne a diferentes creadores del mundo del diseño de indumentaria / industrial a partir de una propuesta curatorial; un programa que aborda la problemática del diseño de juguetes para niños, y diferentes proyectos especiales, tales como MoMA Destination: Buenos Aires. New Argentine Design (2007) o Destination Brazil, una selección de diseño brasileño realizada por MoMA en colaboración con Malba (julio 2009).